# James Bruce Jardine
General de brigada James Bruce Jardine CMG DSO DL (1870 — 17 de março de 1955) foi um soldado britânico e diplomata, que ganhou o posto de brigadeiro-general ao serviço do 5º Lanceiros.

## Vida familiar
James nasceu em Edimburgo, na Escócia, em 1870, e foi educado na escola de Charterhouse e, em seguida, na Real Academia Militar de Sandhurst. James era neto do explorador James Bruce, que traçou a fonte do rio Nilo. Em dezembro de 1908, se casou com Agnes Sara Hargreaves Brown, filha do Sr. Alexander Brown, 1.º Baronete [en].

## Carreira

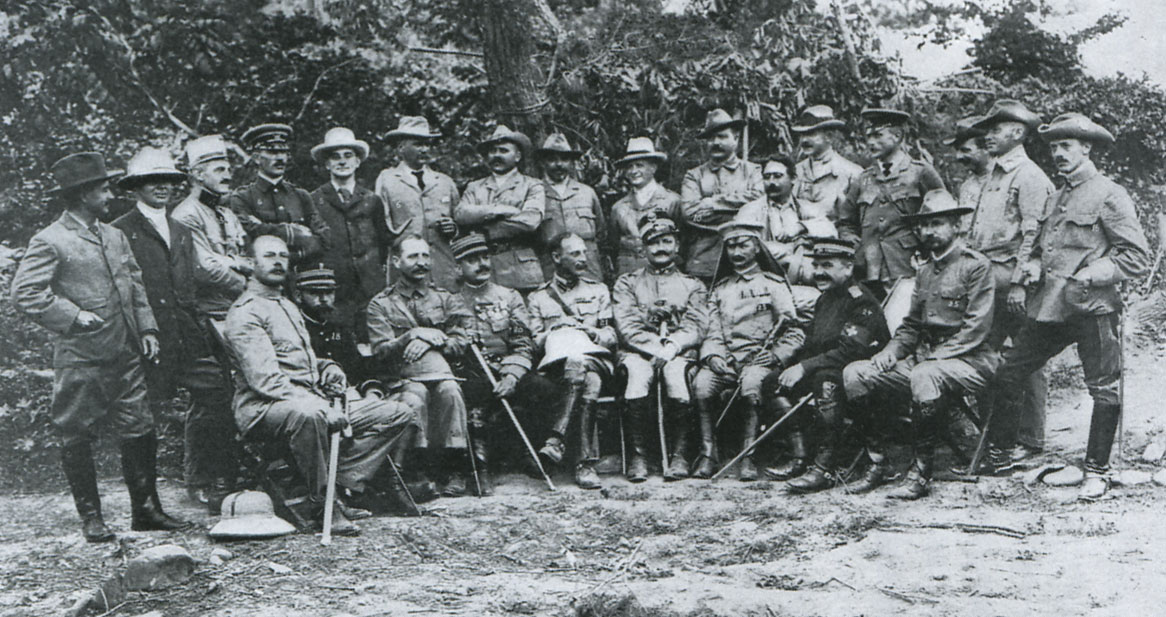
Adidos militares ocidentais e os correspondentes de guerra com as forças japonesas após a batalha de Shaho (1904): 1. Robert Collins; 2. David Fraser; 3. Cap. Francois Dhani; 4. Cap. James Bruce Jardine; 5. Frederick McKenzie; 6. Edward Knight; 7. Charles Victor-Thomas; 8. Oscar Davis; 9. William Maxwell; 10. Robert MacHugh; 11. William Dinwiddie; 12. Frederick Palmer; 13. Capt. Berkeley Vincent; 14. John Bass; 15. Martin Donohoe; 16. Cap. ____;　17. Cap. Carl von Hoffman; 18. ____; 19. ____; 20. ____; 21. Gen. Sr. Ian Hamilton; 22. ____; 23. ____; 24. ____; 25. ____.

James se juntou ao 5ª Lanceiros em 1890 e ditou o serviço ativo na Segunda Guerra Boer, incluindo a defesa de Ladysmith e a demanda de 7 de dezembro de 1899. Foi condecorado com a Ordem de Serviços Distintos, em novembro de 1900, por suas ações na África do Sul. Em 1904, o capitão James foi mandado a Tóquio para aprender a língua japonesa. Ele e seus chefes estavam antecipando o que se tornaria a Guerra Russo-Japonesa. James foi enviado para a legação britânica como um dos vários adidos militares, incluindo o capitão Alexander Bannerman, o capitão Berkeley Vincent e o capitão Arthur Hart-Synnot. Quando a Primeira Guerra Mundial começou, James ocupou o posto de major. Ele comandou a 97.ª brigada de 32.ª divisão durante a batalha do Somme em 1916.
Na terceira idade, James foi nomeado Deputy Lieutenant (DL) de Roxburghshire, Escócia, e desde 1952 um alferes na Companhia Real de Arqueiros [en].

## Honras e prêmios
- CMG: Ordem de São Miguel e São Jorge - 1917.
- DSO: Ordem de Serviços Distintos - 29 de novembro de 1900 - por serviços durante a Segunda Guerra Boer na África do Sul.[5]
- Ordem do Tesouro da Felicidade Sagrada  - 1905.